# OLA! VITORIA!
「OLÁ! VITÓRIA!」（オラ・ヴィトリア）は、DREAMS COME TRUEの33rdシングル。2004年6月16日発売。

## 概要
2曲とも後に12thアルバム『DIAMOND15』に収録されている。なおアルバムではどちらもアウトロがカットアウトで終わるようなアレンジに変更された。
表題曲はTBSヨーロッパサッカー2004テーマソング。ドリカムでは唯一のポルトガル語タイトルで「OLÁ」は掛け声、「VITÓRIA」は勝利を意味する。このほか歌詞にもポルトガル語が多く使用されている。
Jリーグクラブの清水エスパルスではこの曲を原曲としたチャントが歌われている。
ミュージックビデオが作られた（「DIAMOND15」の初回盤DVDに収録）。

## 収録曲
| #  | タイトル                                                                                  | 作詞     | 作曲     | 編曲     | 時間 |
| -- | ----------------------------------------------------------------------------------------- | -------- | -------- | -------- | ---- |
| 1. | 「OLÁ! VITÓRIA!」                                                                         | 吉田美和 | 中村正人 | 中村正人 | 3:48 |
| 2. | 「HOLIDAY ～much more than perfect!～」                                                   | 吉田美和 | 中村正人 | 中村正人 | 4:29 |
| 3. | 「OLÁ! VITÓRIA! （Instrumental Version featuring MASAYOSHI TAKANAKA）」                   |          | 中村正人 | 中村正人 | 3:48 |
| 4. | 「HOLIDAY ～much more than perfect!～ （Instrumental Version featuring DAVID SPINOZZA）」 |          | 中村正人 | 中村正人 | 4:29 |

## 収録アルバム
- DIAMOND15 2004年12月8日、Album Mix)
- スポコン! -Sports Music Compilation-(2009年2月25日)